# امیکرون¹ خرچنگ
امیکرون¹ خرچنگ یک ستاره است که در صورت فلکی خرچنگ قرار دارد.